# Ulan Galinski
Ulan Bastos Galinski (* 19. Juni 1998 in Vale do Capão) ist ein brasilianischer Cross-Country-Mountainbiker.

## Sportlicher Werdegang
Galinski stammt aus einem kleinen Ort im Bergland des Bundesstaats Bahia. Er fing im Alter von 14 Jahren mit dem Mountainbiken an, das Geld für den Sport verdiente er sich, indem er als Kellner arbeitete. 2016 erlangte er den Meistertitel in Bahia und erhielt erstmals Unterstützung durch Sponsoren, so dass er sich ganz dem Sport widmen konnte. 2019 erlangte er Aufmerksamkeit durch einen vierten Platz beim Estrada-Real-Mountainbike-Marathon. Einen Monat später erzielte er den ersten Sieg in einem UCI-registrierten Rennen im Rahmen des brasilianischen Mountainbike-Cups, der Taça Brasil. Im Juli des Jahres wurde er brasilianischer Vizemeister im Cross-Country XCO, wo er sich nur seinem Vorbild Henrique Avancini geschlagen geben musste.
2020 lud Avancini ihn ein, für das von ihm aufgebaute Entwicklungsteam Caloi in Petrópolis zu fahren. Galinski fuhr in seinem ersten WM-Einsatz bei den in Leogang ausgetragenen Mountainbike-Weltmeisterschaften 2020 auf den 14. Platz im U23-Rennen. 2021 wurde er brasilianischer Meister im Mountainbike-Marathon.
Außer 2019 wurde Galinski auch 2020, 2022 und 2023 jeweils Vize-Landesmeister im XCO, jeweils hinter Avancini. 2023 verpasste er mit vierten Plätzen bei den Panamerika-Meisterschaften und den Panamerika-Spielen jeweils knapp das Podium. Seine beste Platzierung im UCI-Mountainbike-Weltcup hatte er 2024 mit dem 20. Platz in Mairiporã. Er gewann von 2019 bis 2024 insgesamt 12 internationale UCI-Rennen, allesamt in Brasilien.
Nachdem sein Mentor Avancini 2023 seine Karriere beendet hatte, war Galinski der höchstplatzierte brasilianische Fahrer in der Weltrangliste und wurde von seinem Verband für das olympische Mountainbike-Rennen 2024 nominiert, das er auf dem 21. Platz abschloss. Kurz darauf gewann er erstmals die Landesmeisterschaften im Cross-Country XCO.

## Erfolge
2021
 Brasilianischer Meister – Marathon XCM
2024
 Brasilianischer Meister – Cross-Country XCO